# Lauri Kristian Relander
Lauri Kristian Relander (n. 31 mai 1883 — d. 9 februarie 1942) a fost al doilea președinte al Finlandei (1925-1931). Un proeminent membru al Ligii Agrare, a fost membru în Parlament și purtător de cuvânt, înainte de a fi ales președinte.